# 真夏のトレモロ
「真夏のトレモロ」（まなつのトレモロ）は、Winkの11枚目のシングルである。1991年6月19日にポリスターより発売された。8cmCD：PSDR-1108。

## 解説
表題曲は、作詞を及川眠子、作曲を工藤崇、編曲を門倉聡が担当したWinkの楽曲。ビートの効いた激しい曲調で、『ザテレビジョン』では、「ラテンふうのナンバー」として紹介されている。
同デュオの前々作「ニュー・ムーンに逢いましょう」に続き、パナソニック・ヘッドホンステレオRQ-S35およびRQ-S35V（松下電器産業）のCMソングとして使用された。
カップリング曲は「Shake it」。作詞を三浦徳子、作曲をKE-Y、編曲を門倉聡が担当している。
1991年6月19日に発売。オリコンチャートの週間ランキングでは、7月1日付の初登場2位を最高位とし、以後、100位以内には、9月23日付の91位まで、13週連続ランクインした。同チャートの年間ランキングでは、1991年度において売上22.511万枚により63位となっている。
ソロパートの歌唱順は、従来は翔子→早智子であったが、この曲から「背徳のシナリオ」「追憶のヒロイン」までは、従来と逆の早智子→翔子の順番である。

## 収録曲
- 全編曲：門倉聡

1. 真夏のトレモロ
  - 作詞：及川眠子、作曲：工藤崇
2. Shake it
  - 作詞：三浦徳子、作曲：KE-Y

## 収録アルバム
- 真夏のトレモロ
  - Queen of Love - Album Version
  - Fairy Tone 2 - オリジナル・カラオケ
  - Diamond Box - Remix
  - Raisonné
  - Diary
  - Reminiscence
  - WINK MEMORIES 1988-1996 - リマスタリング。
  - TREASURE COLLECTION WINK BEST

- Shake it
  - Back to front

## テレビ番組における歌唱
※ 在京キー局のテレビ番組の放送日は首都圏のもの。地方の系列局の放送日は異なる場合がある。
- 真夏のトレモロ

| 放送日 (曜日)                 | 番組名                                            | 放送局     | 衣装 | 備考 |
| ----------------------------- | ------------------------------------------------- | ---------- | ---- | --- |
| 1991.06.14 (金)[注 1]         | ヒットパレード90's[注 1]                          | フジテレビ | Ａ   | Winkは同番組でヴィレッジ・シンガーズの楽曲「亜麻色の髪の乙女」も歌唱。 |
| 1991.06.16 (日)[注 2]         | スーパーJOCKEY[注 2]                              | 日本テレビ | Ａ   | |
| 1991.06.21 (金)[6]            | ミュージックステーション[6]                       | テレビ朝日 | Ｂ   | |
| 1991.06.26 (水)[注 3]         | 邦ちゃんのやまだかつてないテレビ[注 3]            | フジテレビ | Ａ   | |
| 1991.06.30 (日)[注 4]         | 思い出のザ・ベストテン[注 4]                      | TBS        | Ａ   | |
| 1991.07.05 (金)[7]            | ミュージックステーション[7]                       | テレビ朝日 | Ａ   | |
| 1991.07.12 (金)[注 5][注 6]   | SOUND PARTY[注 5][注 6]                           | 日本テレビ | Ｂ   | |
| 1991.07.20 (土)[注 7]         | 加トちゃんケンちゃんごきげんテレビ[注 7]          | TBS        | Ｂ   | |
| 1991.07.21 (日)[注 8][注 9]   | 歌謡びんびんハウス[注 8]                          | テレビ朝日 |      | Winkは同番組の前週7月14日(日)放送分にも出演[注 10]。 |
| 1991.07.22 (月)[注 11]        | 志村けんのだいじょうぶだぁ[注 11]                 | フジテレビ | Ａ   | |
| 1991.08.21 (水)[注 12][注 13] | 邦ちゃんのやまだかつてない夏休みスペシャル[注 13] | フジテレビ | Ａ   | 同番組は日本武道館から生放送[注 12]。 |
| 1991.08.25 (日)[注 14]        | スーパーJOCKEY[注 14]                             | 日本テレビ | Ｂ   | |
| 1992.06.15 (月)[8]            | Winkコンサートツアー'92[8]                        | NHK BS2    | Ｃ   | 同番組は1992年4月5日(日)に中野サンプラザで開催された「Sapphire」コンサートを収録したもの。Winkはコンサート用の衣装を着用して出演[9]。 1993年1月3日(日)に再放送[10]。 ライブビデオ『WINK '92 CONCERT SAPPHIRE』（ポリスター、1992年9月26日）に本曲歌唱部分も収録[注 15]。                      |
| 1992.12.22 (火)[注 16]        | Silent Night From Angels '92[注 16]               | WOWOW      | Ｃ   | Winkはコンサート用の衣装を着用して出演。 1993年10月19日(火)に再放送[注 17]。 同番組はビデオ『La Soirée D'anges 〜天使たちの夜会〜』（ポリスター、1993年6月25日）として商品化。『Wink Performance Memories ～30th Limited Edition～』（ポリスター、2019年4月24日）のボーナス映像としても収録。 |
| 1993.10.24 (日)[11]           | アイドルオンステージ[11]                          | NHK BS2    | Ｃ   | Winkはコンサート用の衣装を着用し、「月と太陽」、「結婚しようね」、本曲のメドレーを歌唱。同番組で「咲き誇れ愛しさよ」も歌唱。 |
- 「衣装」欄の記号：A＝PVの衣装と同じもの　B＝白色と黒色の衣装　C＝その他（「備考」欄参照）

## カバー
- 真夏のトレモロ
  - Yoo Yoo – 英語カバー。タイトルは「Mid-Summer Night's Tremolo」。Yoo Yooのシングル「Mid-Summer Night's Tremolo」（ポリスター、1991年8月25日）、Winkの楽曲のカバーアルバム『BEST OF WINK』（同前、1991年11月25日）、同『WINK COLLECTION』（同前、1992年9月26日）に収録。
  - EnGene. – EnGene.の11thシングル「真夏のトレモロ」（ユナイテッドフェイツ、2021年8月8日）